# 油谷誠至
油谷 誠至（あぶらたに せいじ、1954年6月6日 - ）は、日本の映画監督、テレビディレクター。広島県竹原市出身。

## 人物
1974年龍谷大学法学部を中退。1976年、東放学園放送芸術科卒業。同年、フリーの助監督として五社英雄、松尾昭典、実相寺昭雄などの下で活動後、1988年より総合ビジョンにて深町幸男に師事。1989年、山田太一脚本の連続ドラマ「夢に見た日々」で監督デビュー。現在はテレビドラマを中心に活躍中。
2013年10月5日、監督を務めた比嘉愛未主演映画『飛べ!ダコタ』公開。
比嘉愛未主演 日本酒映画『吟ずる者たち』2021年11月5日、広島先行上映。オール広島ロケ。2018年11月10日クランクイン、2020年12月25日クランクアップ。

## フィルモグラフィ
- 警視-K（1980年、日本テレビ）
- 火曜サスペンス劇場 松本清張スペシャル・一年半待て（1984年、日本テレビ）
- 火曜サスペンス劇場 松本清張スペシャル・夜光の階段（1986年、日本テレビ）
- 火曜サスペンス劇場 松本清張スペシャル・渡された場面（1987年、日本テレビ）
- 火曜サスペンス劇場 松本清張スペシャル・やさしい地方（1988年、日本テレビ）
- 火曜サスペンス劇場 向かいの家（1991年、日本テレビ）
- 火曜サスペンス劇場 救急指定病院1 死亡事故発生!（1992年、日本テレビ）
- アクロポリスの彼方に（1987年1月21日、TBSテレビ）
- 夢に見た日々（1989年、テレビ朝日）
- ロマンの果てII 汚れっちまった悲しみに（1990年6月15日、フジテレビ）
- 往診ドクターの事件カルテ（1992年、朝日放送）
- ホテルドクター（1993年、朝日放送）
- 麻酔（1994年、読売テレビ）
- 火曜サスペンス劇場 救急指定病院2（1994年、日本テレビ）
- 火曜サスペンス劇場 救急指定病院4（1995年、日本テレビ）
- 火曜サスペンス劇場 救急指定病院5 病院を襲った連続放火事件（1996年、日本テレビ）
- 火曜サスペンス劇場 救急指定病院6（1996年、日本テレビ）
- 魚心あれば嫁心（1998年、テレビ東京）
- 土曜ワイド劇場 渡り番頭・鏡善太郎の推理1（2000年、テレビ朝日）
- 雨に眠れ（2000年、TBS）
- 火曜サスペンス劇場 救命救急センター1（2000年7月18日、日本テレビ）
- 火曜サスペンス劇場 救命救急センター2（2001年3月20日、日本テレビ）
- 火曜サスペンス劇場 救命救急センター3（2001年6月26日、日本テレビ）
- 火曜サスペンス劇場 救命救急センター4（2002年6月4日、日本テレビ）
- 幸福の明日（2000年、東海テレビ）
- 運命の日～ラッシュアワーの悪夢～（2001年6月17日、東海テレビ）
- 結婚スクランブル（2001年12月23日 - 2002年1月6日、BS朝日）
- 土曜ワイド劇場 覗く女 実況中継された連続殺人!（2002年、テレビ朝日）
- 土曜ワイド劇場 ドクVSデカ〜心療内科医＆殺人課刑事の捜査ファイル1（2002年、テレビ朝日）
- 幸せ咲いた〜結婚相談所物語〜（2003年、東海テレビ）
- 土曜ワイド劇場 加賀百万石嫁とり殺人（2003年4月26日、テレビ朝日）
- 月曜ミステリー劇場 警察庁特別広域捜査官 宮之原警部シリーズ 丹後浦島伝説殺人事件（2003年、TBSテレビ）
- 牡丹と薔薇（2004年、東海テレビ）
- 新・天までとどけ5（2004年、TBS）
- 土曜ワイド劇場 ドクVSデカ〜心療内科医＆殺人課刑事の捜査ファイル2（2004年、テレビ朝日）
- うちはステップファミリー（2005年、TBS）
- 土曜ワイド劇場 渡り番頭、鏡善太郎の推理III 燃える夜神楽殺人事件!（2005年、テレビ朝日）
- 月曜ミステリー劇場 110番通信司令官 秋月翔子（2005年6月20日、TBSテレビ）
- 月曜ミステリー劇場 十津川警部シリーズ36 河津・天城連続殺人事件（2006年、TBS）
- すてきにコモン!（2006年、TBS）
- 警視庁捜査一課9係 season1（2006年、テレビ朝日）
- こちら森中探偵堂 月島迷コンビが走る!悲しき失踪調査（2006年9月25日、TBSテレビ）
- 水曜ミステリー9 署長たそがれ正治郎3 隅田川殺人模様（2006年、テレビ東京）
- 母親失格（2007年、東海テレビ）
- 警視庁捜査一課9係 Season2（2007年、テレビ朝日）
- 月曜ゴールデン 十津川警部シリーズ39 飛騨高山に消えた女（2008年、TBS）
- 土曜ワイド劇場 弁護士・茜沢翔子の人生相談承ります!（2008年9月20日、テレビ朝日）
- 月曜ゴールデン 十津川警部シリーズ41 寝台特急殺人事件（2009年、TBS）

### 映画
- 飛べ!ダコタ（2013年9月7日新潟先行公開 / 2013年10月5日全国公開）
- 吟ずる者たち（2021年11月5日広島先行公開 / 2023年3月25日全国公開）[6]